# Festa de l'Arròs de Sant Fruitós de Bages
La Festa de l'Arròs és la festa més emblemàtica i destacada del municipi de Sant Fruitós de Bages i se celebra el diumenge de Carnestoltes. L'any 1995 va ser declarada Festa d'interès turístic per la Generalitat de Catalunya.
El seu origen està en el fet que, com en altres poblacions catalanes, els dies previs a la quaresma s'organitzaven àpats col·lectius per oferir-los als necessitats. Es té constància que ja al segle xix s'oferia la “Sopa de pobres” a partir dels aliments que es recollien entre els habitants del municipi i les cases de pagès dels voltants. En un principi la data de celebració era el dimarts de Carnestoltes, i els espais on es feia l'àpat van anar canviant des de les diferents eres dels camps de fora del nucli urbà, fins a la plaça de l'església, al nucli de la Sagrera.
Cap a l'any 1934 la celebració va passar a fer-se al Parc del Bosquet i l'any 1960 es va traslladar la data al diumenge de Carnestoltes, un dia festiu que afavoria la participació dels santfruitosencs. Els canvis socials i econòmics de l'època van comportar una notable disminució dels pobres que venien, i això va incidir en la transformació de la festa en una diada festiva en què s'ofereix un bon àpat a convidats i visitants del municipi. La denominació de la festa es va anar adaptant: “Dia de l'Arròs” o “Arròs de Carnaval”, fins al nom actual “Festa de l'Arròs”.
La Festa de l'Arròs s'ha celebrat sense interrupcions i s'han mantingut els elements tradicionals al mateix temps que s'han anat incorporant activitats culturals. En el decurs de la jornada els visitants poden gaudir de botifarrada, mostra d'entitats, fira d'artesans, concursos d'arrossos, fotografia i pintura ràpida, passejades en carro o a cavall, sardanes, trobada de colles geganteres, entre altres activitats.
Els protagonistes de la festa són la Colla de cuiners i cuineres encarregats de preparar l'arròs i també les parelles de joves que el serveixen. El mateix dia es reparteixen al públic tiquets gratuïts per a menjar arròs, en les darreres edicions s'estan repartint unes 3.000 racions.